# 月明三更
《月明三更》，是一部中国大陆佛教题材电视连续剧，导演张鑫，由吕良伟、宋佳、韩月乔、郑则仕主演。本剧根据六祖惠能的生平事迹，以中国禅宗六祖惠能大师的出生、成长、隐居、弘法和叶落归根的过程为背景，通过演绎主人公以顽强的毅力和善良的品格，从一个目不识丁的樵夫，逐步成为一位杰出的思想家、哲学家以及享誉青史的杰出宗师的传奇故事。以一首“菩提本无树，明镜亦非台，本来无一物，何处惹尘埃。”法偈得五祖认可，夜授《金刚经》，密传禅宗衣钵信物，成为第六代祖。本剧于2011年3月殺青，2016年11月18日在于爱奇艺首播。

## 剧情
该剧讲述了中国佛教禅宗祖师“慧能”的人生旅程。

## 演出
| 演员   | 角色     | 备注     |
| 吕良伟 | 六祖慧能 |          |
| 张连文 | 五祖弘忍 |          |
| 宋佳   | 李二娘   | 慧能母亲 |
| 廖京生 | 神秀     |          |
| 韩月乔 | 武则天   |          |
| 郑则仕 | 馮景元   | 乡村财主 |
| 李舜   | 木叶     | [ 3 ]    |
| 鸿利   | 蔡玉娇   |          |

## 制作
该剧在广东省新兴县、江苏省无锡市三国影视城取景。

## 历史差异
因為電視劇篇幅較長，故而在劇本上大有「演義式」創作。例如：在六祖尚為禪寺舂米雜工時，被寺中管雜務的執事和尚多所刁難。另又杜撰女角“蔡玉嬌”在剧中爱上“慧能”等等非歷史情節。